# 纳姆塔尔
纳姆塔尔（Namtar）或纳姆塔鲁（Namtaru）、纳姆塔拉（Namtara）（命运或宿命之意），是美索不达米亚神话中的一位地狱僚神、冥神，是安、埃列什基伽勒和内尔伽勒(Nergal)的臣僚和神使。
纳姆塔尔是恩利勒与埃列什基伽勒的儿子，生于他父亲强占宁利勒女神之前。 据认为纳姆塔尔主要执掌疾病和虫害。有人说，他掌管着60种能渗入人体不同部位的魔咒疾病；为防止得上这些病疫，人们要向他献祭。据信，亚述人和巴比伦人在征服苏美尔后，继承了他们的这一信念。并将他视作非常重要的命运之神，使他也拥有了一些神的权力。在其他著作中，他们被视为死亡的化身，就像现代理念中的死神一样。
在伊什塔尔从冥界返回大地的故事中，当她到达大地后，作为埃列什基伽勒的“神使”，纳姆塔尔用头、脚、肋骨、眼睛和心脏等5个部位命名的60种疾病诅咒了伊丝塔。
纳姆塔尔被视为贝勒(Bêl))/恩利勒心爱的儿子，娶了冥界女神“胡什比莎格“(Hušbišag)。

### 引用
1. ↑  鲁刚 1989，第446頁，“纳姆塔尔 (Namtar) <苏美尔·阿卡德>”.
2. ↑  《图解词典：古美索不达米亚神祇、妖魔和符号》,杰里米.A.布兰克和安东尼·格林著, 第134页
3. ↑  http://www.encyclo.co.uk/define/纳姆塔尔
4. ↑  《大英百科全书》之美索不达米亚宗教和埃列什基伽勒
5. ↑  辛在巴比伦宗教中的教义,朱利安·摩根斯坦与保罗·泰斯著,第18-19页.
6. ↑  《巴比伦和亚述神话》,唐纳德·A.麦肯齐著,第178页
7. ↑  《宗教百科全书》,莫里斯·亚瑟·康尼著,第258页
8. ↑  鲁刚 1989，第750頁，恩利勒 (Enlil)<苏-阿>.

### 书目
- 鲁刚 (编). . 沈阳: 辽宁人民出版社. 1989. ISBN 7-205-00960-X. NLC 000502980.
- 迈克尔·乔丹, 《神祇百科》, 凯尔-凯西限公司, 2002年
- 伊什塔尔女神下地狱, http://www.ancienttexts.org/library/mesopotamian/ishtar.html （页面存档备份，存于）